# Stara Wieś (powiat radzyński)
Stara Wieś – wieś w Polsce położona w województwie lubelskim, w powiecie radzyńskim, w gminie Borki. Obok miejscowości przepływa Bystrzyca, niewielka rzeka dorzecza Wisły.
| SIMC    | Nazwa    | Rodzaj  |
| ------- | -------- | ------- |
| 0379005 | Podlasie | kolonia |

W latach 1975–1998 miejscowość należała administracyjnie do województwa lubelskiego.
Wieś stanowi sołectwo gminy Borki. Według Narodowego Spisu Powszechnego z roku 2011 wieś liczyła 640 mieszkańców.
Wierni Kościoła rzymskokatolickiego należą do parafii Najświętszej Maryi Panny Wspomożycielki Wiernych w Borkach.